# ناوچه کلاس آلنده
ناوچه کلاس آلنده (به انگلیسی: Allende-class frigate) یک کلاس از کشتی است که طول آن ۴۳۸ فوت (۱۳۴ متر) می‌باشد.